# Dodi Al-Fayed
Emad El-Din Mohamed Abdel Moneim Fayed  (en árabe عماد الدين محمد عبد المنعم الفايد, Alejandría, Egipto; 15 de abril de 1955-París, Francia, 31 de agosto de 1997), más conocido como Dodi Al-Fayed, fue un empresario y productor de cine egipcio. Falleció en un accidente automovilístico junto con Diana, princesa de Gales, y su conductor, Henri Paul.
Fue el heredero de su padre, el multimillonario egipcio Mohamed Al-Fayed (en árabe محمد الفايد), propietario de los grandes almacenes británicos Harrods, Fulham Football Club y el Hôtel Ritz (París). Su madre fue la escritora saudita Samira Khashoggi, hermana del vendedor de armas Adnan Khashoggi.

## Biografía

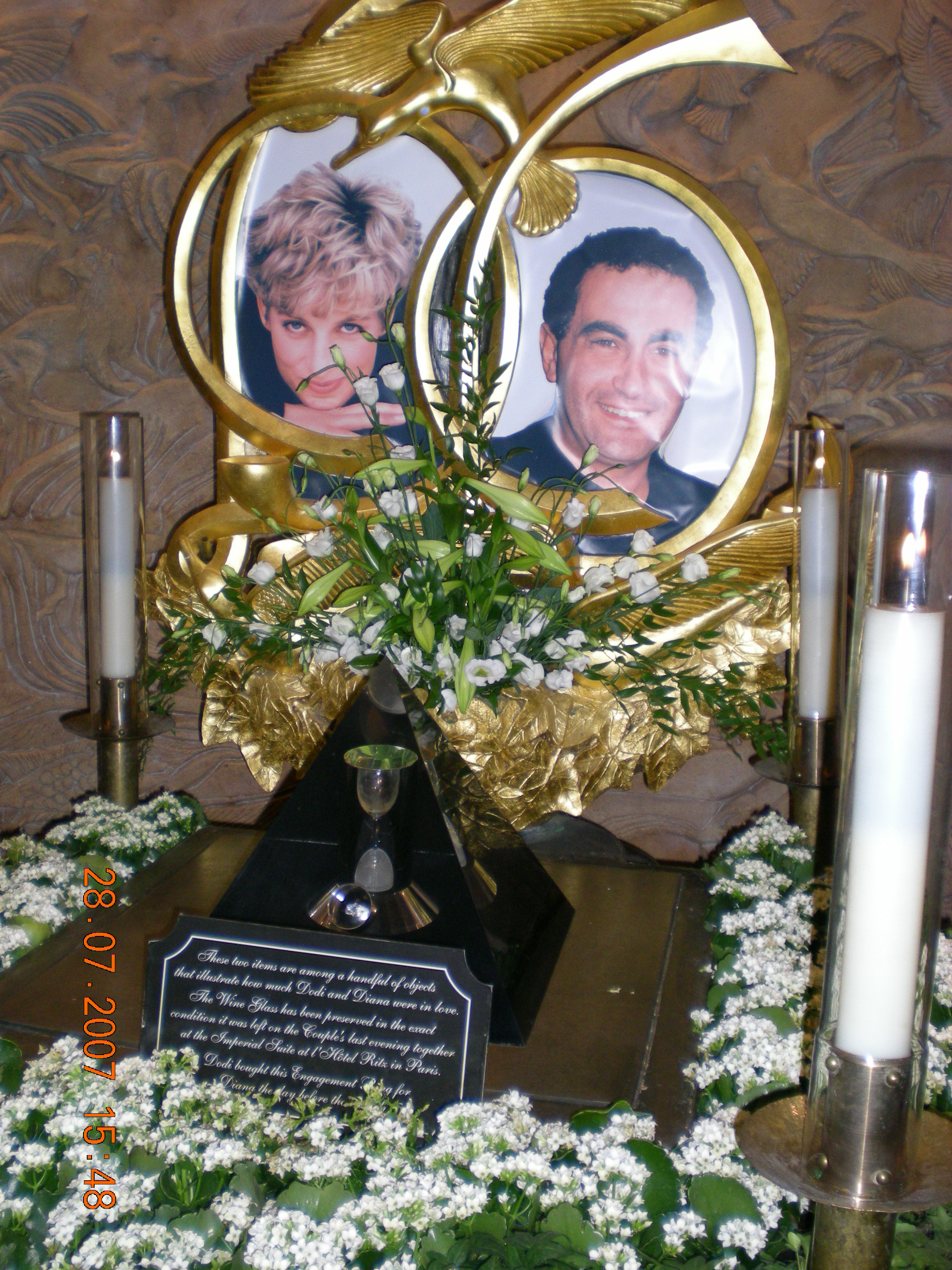
Detalle del monumento en memoria a Dodi y Diana (1998), Harrods.

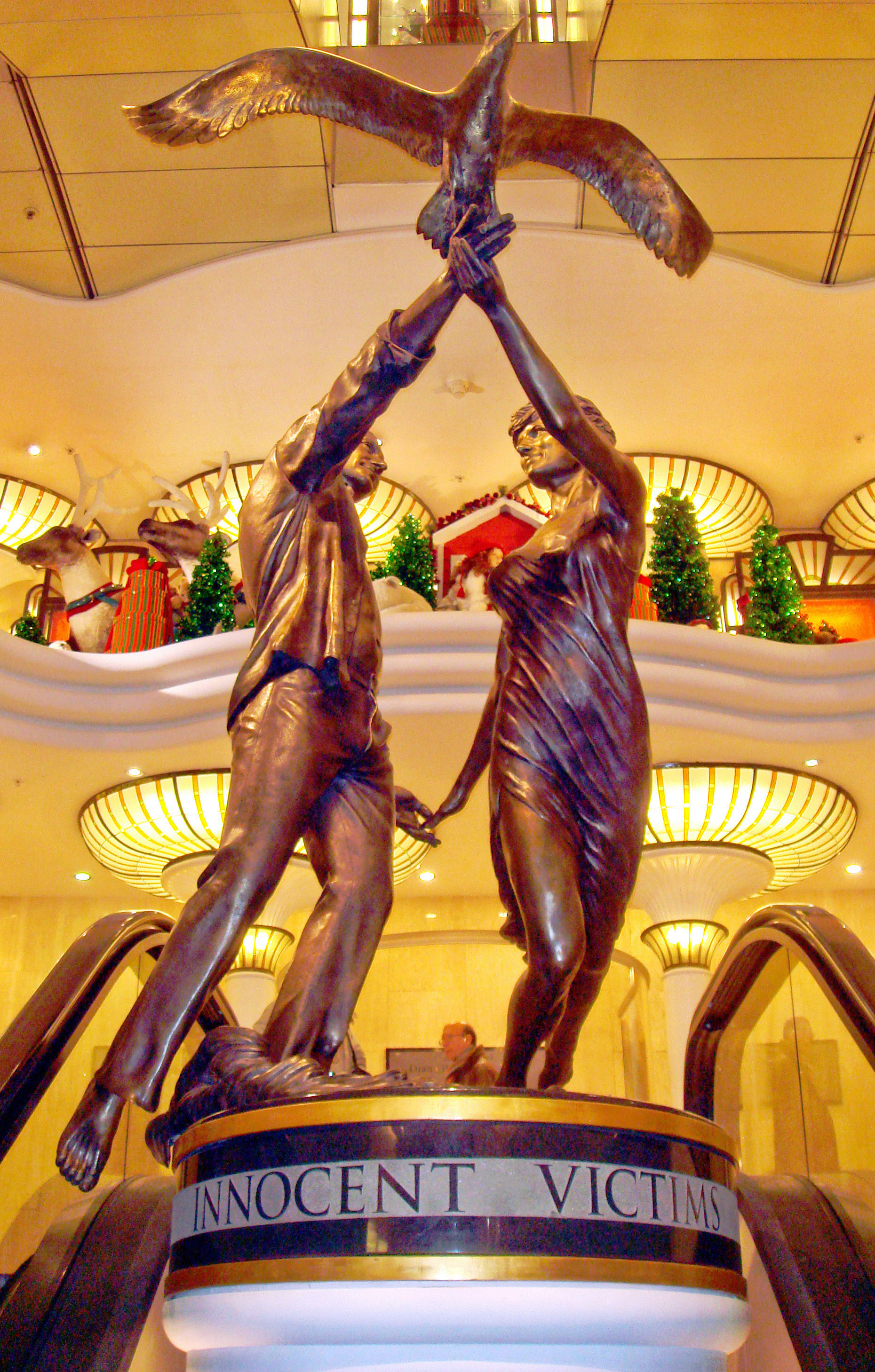
"Innocent Victims" (2005), Harrods.

Fue estudiante en el Collège Saint Marc antes de asistir al Instituto Le Rosey en Suiza.
Su ocupación principal fue como productor de películas. También trabajó como consultor ejecutivo creativo para series de televisión. Se le vinculó sentimentalmente con Barbra Streisand
Murió en un accidente en el Túnel del Alma de París, cuando el automóvil Mercedes Benz, conducido por el chofer Henri Paul, en el que Dodi Al-Fayed viajaba junto con Diana, princesa de Gales y el guardaespaldas Trevor Rees-Jones, chocó contra una columna mientras escapaban de la persecución de unos paparazzi. En el suceso murieron todos los ocupantes del vehículo salvo el guardaespaldas, que sobrevivió pese a sus graves heridas. Su relación y muerte se documentó en la película Diana: Last Days of a Princess (2007).
En un principio se le enterró en el Brookwood Cemetery cerca de Woking, Surrey, pero se le trasladó al Fayed Estate en Surrey. Su padre erigió un monumento en memoria de Dodi y Diana en Harrods el 12 de abril de 1998 y otro todavía mayor en 2005.

## Películas producidas
- Breaking Glass (1980)
- Carros de fuego (también conocida como Carrozas de fuego) (1981)
- FX y su secuela (1986 y 1991)
- Hook (1991), protagonizada por Robin Williams y Dustin Hoffman.
- La letra escarlata (1995)[5]